# Ajuntament de Verges
L'Ajuntament de Verges és la seu del govern i administració del municipi de Verges (Baix Empordà). Aquest edifici es va construir a principis de segle XX previ a l'enderrocament del Castell de Verges. Tant la composició simètrica de la façana com la distribució interior, segueixen les pautes d'un estil neoclàssic. Tant per les seves dimensions com per la seva sobrietat, l'edifici es va adaptar a les altres edificacions que configuren el centre urbà.

## Història
Amb esperit de modernitat la República desenvolupà una política d'inversió pública millorant els serveis de la població rural. Les escoles d'Ultramort, Serra de Daró, Sant Jordi Desvalls i l'edifici de Verges, són exemples d'arquitectura culta integrada a l'arquitectura popular a través d'una racionalització de les formes constructives vernacles de cada una d'elles realitzades en un estil diferent, mostra de l'eclecticisme constructiu de l'època. De l'Ajuntament de Verges cal destacar la façana esgrafiada i el motlluratge de cornisa i frontó.